# Bundesautobahn 261
Bundesautobahn 261 (em português: Auto-estrada Federal 261) ou A 261, é uma auto-estrada na Alemanha.
A Bundesautobahn 261 tem 7 km de comprimento.

## Estados
Estados percorridos por esta auto-estrada:
- faltaestado